# 7-я Воеводинская ударная бригада
7-я Воеводинская ударная бригада (сербохорв. Седма војвођанска ударна бригада / Sedma vojvođanska udarna brigada) — воинское тактическое формирование Народно-освободительной армии Югославии (НОАЮ), принимавшее участие в освобождении Югославии в годы Второй мировой войны.
В рядах бригады в составе так называемого «русского» батальона воевали около 250 граждан СССР.
«Русский» батальон действовал в составе бригады со 2 июля до 6 октября 1944 года. Югославское командование высоко оценивало боевую активность и подготовку воинов и неоднократно отмечало советских партизан за отличие в боях с фашистами.

## Предыстория

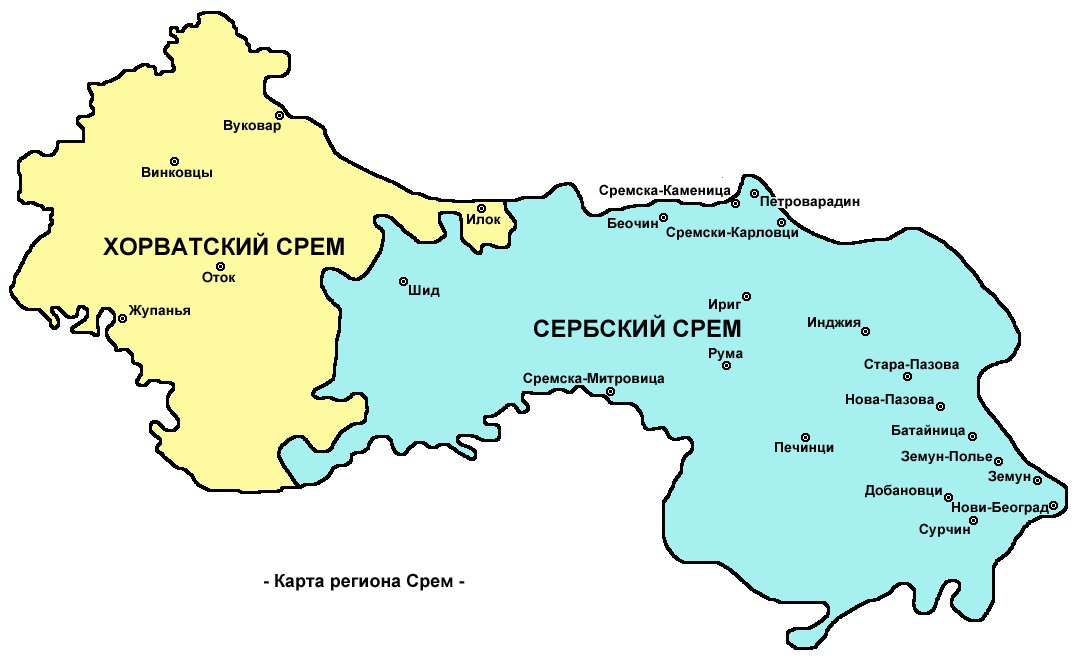
Срем

Срем — это исторический регион, расположенный на севере современной Сербии и в восточной части Хорватии. После оккупации Югославии войсками стран гитлеровской «оси» в апреле 1941 года территория Срема была включена в состав усташского государства НГХ. Во время Второй мировой войны Срем был основным очагом народно-освободительного движения в Воеводине, руководимого КПЮ. До марта 1944 года контролируемый местними партизанами район был устойчиво связан с освобождёнными от фашистов территориями Восточной Боснии. Действующие там партизанские бригады совершали переходы на территорию Срема для совершения крупных военных акций. Чтобы прекратить эту связь, немецкие дивизии СС «Ханджар» и «Принц Евгений», совместно с усташско-домобранскими войсками и при поддержке отрядов четников вытеснили партизанские части из района горы Маевица и установили линию блокирования по берегу реки Сава. После этого в Среме остались 6-я Воеводинская бригада, 1-й и 2-й Сремские партизанские отряды и несколько отдельных рот, общей численностью около 4000 бойцов. Им противостояли немецкие и коллаборационистские войска численностью около 25—30 тысяч солдат.
Вместе с тем успешное наступление Красной армии летом 1944 года вызвало новый подъём
народно-освободительного движения на югославских землях. В этой обстановке НОАЮ упорно стремилась пробиться в направлении Сербии, навстречу советским дивизиям. В условиях временного разделения партизанских сил Срема и Восточной Боснии Главный штаб народно-освободительной армии и партизанских отрядов (ГШ НОАиПО) Воеводины и командование сремских отрядов предпринимали активные действия против линий коммуникаций противника, чтобы содействовать соединениям НОАЮ в Восточной Боснии и облегчить их прорыв в Сербию. Это повлекло за собой ответную реакцию немецкого командования, приступившего к подготовке последней и, в то же время, одной из самых крупных и продолжительных антипартизанских операций против народно-освободительного движения в Среме под условным названием «Василёк» (нем. Kornblume).
В обстановке немецкого наступления в лесистой местности между реками Сава и Босут, занимающей площадь около 120 квадратных километров, в конце июня 1944 года находились около 2000 вооружённых и 350 безоружных новомобилизованных бойцов. Здесь также располагался ГШ НОАиПО Воеводины со всеми приштабскими службами и частью союзной военной миссии. Через представителей миссии была согласована доставка самолётами авиации союзников партии оружия и боеприпасов в район Босутского леса. Всё это способствовало формированию новой — 7-й Воеводинской — партизанской бригады прямо во время антипартизанской операции противника.

## Справка о бригаде
7-я Воеводинская бригада была сформирована по решению ГШ НОАиПО Воеводины 2 июля 1944 года в Босутских лесах в Среме, на ферме Мошницкого, расположенной между сёлами Батровци и Липовац. Сначала состояла из трёх батальонов. В 1-й батальон новосформованной бригады был преобразован бывший 1-й батальон 6-й Воеводинской бригады. 2-й батальон создали из подразделений 2-го Сремского партизанского отряда. В 3-й батальон, названный «русским», вошли две роты, сформированные из граждан СССР — бывших советских военнопленных, бежавших из немецких лагерей и находившихся в 6-й Воеводинской бригаде, 1-м и 2-м Сремских партизанских отрядах. На день образования бригада насчитывала около 900 бойцов, из которых 300 не имели оружия. В качестве вооружения бригада имела винтовки, 44 пулемёта, преимущественно английского производства, а также 6 ручных противотанковых гранатомётов.
Командиром бригады стал Милан Ешич (Ибра), его заместителем — Душан Секич (Шаца), политическим комиссаром — Лазар Любинкович (Саша). Бригада вошла в состав 3-й Воеводинской дивизии 12-го Воеводинского корпуса, которая 31 октября 1944 года была переименована в 51-ю Воеводинскую дивизию.
Состав 7-й Воеводинской бригады был многонациональным. Здесь воевали сербы, составлявшие большинство, хорваты, словаки, мусульмане, русины, венгры и румыны. Из числа иностранцев больше всего было советских граждан — русских и украинцев, а также около десяти итальянцев.
В начале августа в районе села Слободна-Власт в Славонии был сформован 4-й батальон бригады. После создания он вошёл в состав бригады под третьим номером, а «русский» батальон соответственно стал четвёртым.
6 августа 7-я Воеводинская бригада насчитывала 886 бойцов (в том числе 118 женщин), из которых 249 человек были невооружёнными. Бригада имела 463 винтовки (198 типа «маузер», 13 типа «манлихер», 246 английских и 6 французских), 22 автомата, 43 пулемёта, 5 станковых пулемётов, 3 тяжёлых миномётов, 4 легких миномётов, 4 ручных противотанковых гранатомётов, 5 противотанковых ружей и 15 пистолетов. В качестве тягловой силы бригада использовала 17 верховых и 69 вьючных лошадей.
За время участия в боевых действиях в составе бригады воевали около 5000 человек, из которых погибли, пропали без вести и умерли около 1000, а общее число потерь составило около 3500 человек.
Боевые заслуги бригады были отмечены орденами «За заслуги перед народом» 1-й степени и «Братства и единства» 1-й степени. Бригада также отмечена: благодарностью Верховного Главнокомандующего НОАЮ маршала Иосипа Броза Тито и советского верховного командования за вклад в победу в боях на Батинском плацдарме, командующего войсками ІІІ-го Украинского фронта маршала Ф. И. Толбухина за ликвидацию Болманского плацдарма вермахта, а также Главного штаба НОАиПО Хорватии и командования 6-го Славонского корпуса за бои около Бектежа.
После войны звание Народного героя Югославии было присвоено командиру бригады Милану Ешичу (Ибра), командиру 2-го батальйона Живану Миловановичу (Чата) и заместителю командира бригады Лазару Марковичу (Чаджа).

## Боевой путь бригады

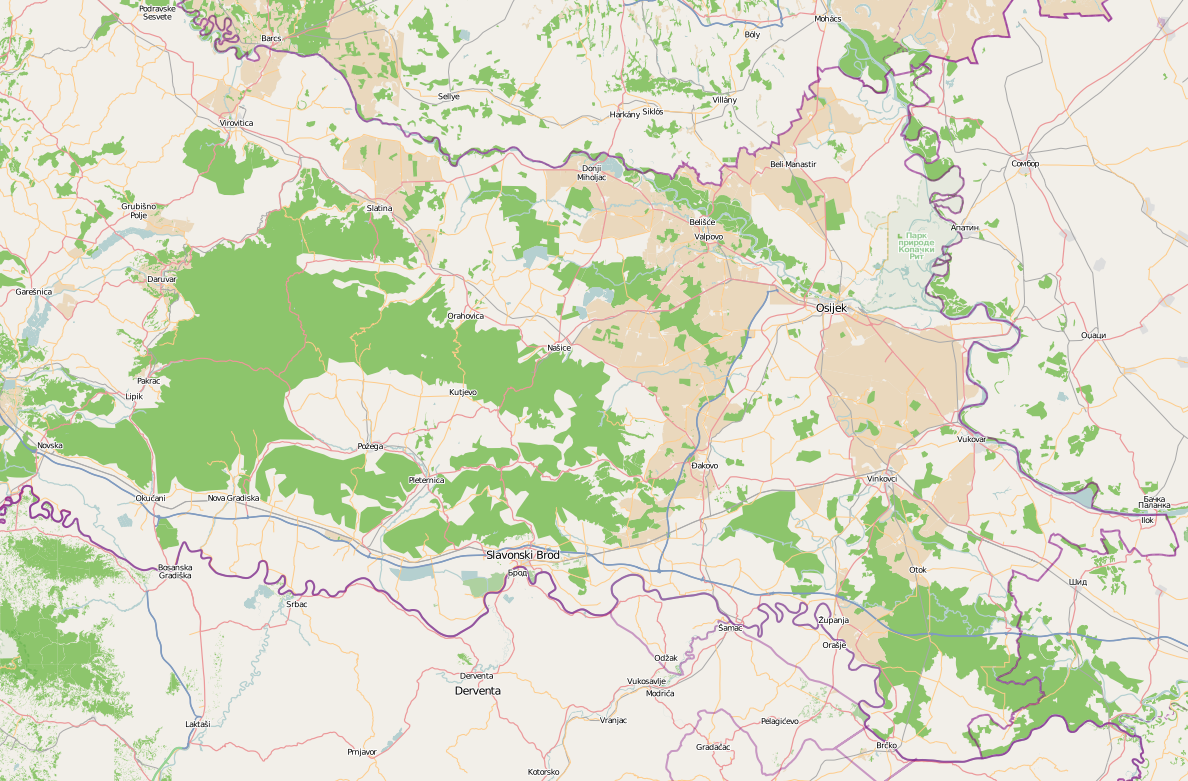
Славония

Формирование бригады происходило в разгар немецкого наступления. Немцы и коллаборационистские войска наступали с нескольких направлений при поддержке танков и артиллерии. После двух недель боёв и манёвров, бригада временно вышла из Срема на территорию Славонии. Вместе с другими частями НОАЮ она в конце июля ликвидировала опорные пункты в славонском Шамаце и окружающих сёлах. После этого бригада передислоцировалась в район гор Диль и Папук. На новом месте бригада включилась в оборону Пожегской долины от частей 1-й казачьей дивизии вермахта.
В начале сентября бригада вернулась в Западный Срем. В этот период времени, 30 августа, в ответ на призыв маршала Тито и объявленную амнистию, 2500 домобран, вместе с 115 офицерами, с полным вооружением и выкладкой перешли на сторону партизан. До 15 сентября 350 бывших домобран (25 % всей численности бригады) были зачислены в состав 7-й Воеводинской бригады. Если учитывать бойцов советского 4-го батальона, выбывших 12 октября в распоряжение 12-го Воеводинского корпуса, то отношение долей нового пополнения в составе бригады и опытных бойцов составляло 50 на 50.
В сентябре 1944 года партизаны Срема представляли ощутимую угрозу для противника. Своей боевой активностью способствовала этому и 7-я бригада. 19 сентября бригада провела диверсионные акции на линиях коммуникации и осуществила демонстративную атаку на город Сремска-Митровица. После тяжёлых боёв 28—29 сентября бригада взяла штурмом город Илок и вместе с 11-й Воеводинской бригадой совершила нападение на опорный пункт в селе Шаренград. В октябре бригада вошла в состав 51-й Воеводинской дивизии. В её рядах участвовала в боях на Батинском, Вировитицком и Болманском плацдармах. Свой боевой путь на заключительном этапе войны 7-я Воеводинская бригада завершила в составе 3-й армии под Блайбургом.

## «Русский» батальон бригады

### Предпосылки создания батальона
Первые советские партизаны в Сербии появились в августе — сентябре 1942 года. Сначала это были отдельные бойцы. Большинство из них присоединялись к партизанам после побега из лагерей военнопленных в городах Сремска-Митровица, Земун и др., а также из рабочих команд, созданных немцами для обслуживания войск. Часть людей бежали из эшелонов с военнопленными и принудительными рабочими. Больше всего таких побегов было на территории Срема. В связи с увеличением численности советских бойцов командование НОАЮ стало сводить их в однородные по составу формирования.
Группа советских людей, бывших военнопленных, воевала во 2-м Сремском отряде, который дислоцировался в селе Мали-Михайловци. Возглавлял их капитан Красной армии Пётр Максимович Оранский, попавший раненым в плен под Севастополем летом 1942 года. Вместе с югославскими бойцами они участвовали в различных партизанских акциях. Так, в декабре 1943 года отряд совершил нападение на немецкий эшелон, следовавший из города Рума в Белград. Партизаны заминировали железнодорожный путь и после взрыва атаковали эшелон. В бою были взяты в плен около сотни немецких солдат.
Первая рота из граждан СССР появилась в Среме в декабре 1943 года. Количество советских граждан в партизанских отрядах неуклонно росло. 7 мая 1944 из рабочей команды при немецкой автоколонне сбежала группа из десяти советских людей под руководством москвича Виктора Александровича Студнева. Все они вступили в 6-ю Воеводинскую бригаду, действовавшую в районе Фрушка-горы. С собой они принесли винтовки, гранаты и один ручной пулемёт. Ещё несколько групп военнопленных из лагеря в Земуне присоединились к партизанам в мае — июне 1944 года. Роты из советских граждан воевали в составе 3-й Воеводинской бригады, Пожаревацкого и Ибарского партизанских отрядов.

### Формирование батальона
«Русский» батальон 7-й бригады формировался из числа советских бойцов из состава 6-й Воеводинской бригады, 1-го и 2-го Сремских партизанских отрядов, других частей, действовавших на территории Сербии, а также красноармейцев, которые присоединялись к партизанам после побега из немецкого плена в процессе организации бригады. С первых дней создания бригады в её рядах воевали Сергей Черников из Тамбовской области, попавший в плен после ранения; Василий Молибога, бывший слесарь шахты в городе Гуково Ростовской области, а также полтавчанин В. А. Литвиненко, бежавший из лагеря в городе Славонски-Брод.
При формировании батальон состоял из трёх рот. Две из них образовывали граждане СССР, одну — представители югославских народов. По списку батальон насчитывал около 250 бойцов, из которых около 200 были советскими гражданами. В начале августа 1944 года, одновременно с формированием нового батальона в посёлке Слободна-Власт (Славония), «русский» батальон получил номер четвёртого батальона бригады.
Командиром батальона стал П. М. Оранский. В 7-й бригаде его звали Перо Рус. Первой ротой командовал Владимир Ф. Кощеев, уроженец Зуевского района Кировской области (умер в госпитале в городе Нови-Сад от ранения). Второй ротой — Филипп И. Андрианов из Винницкой области. Комиссаром 2-й роты стал В. А. Студнев. Политическим комиссаром батальона назначили Мирослава Демировича (Белый), который до этого был командиром роты в 6-й Воеводинской бригаде.
Из 200 бойцов 4-го батальона 190 (95 %) до вступления в НОАЮ служили в Красной армии и сражались на фронте, остальные 10 были насильно мобилизованы немцами и вывезены из оккупированных областей СССР. Среди военнослужащих было 13 (6,5 %) офицеров, 18 (9 %) сержантов, 159 (79,5 %) красноармейцев. Из них 51 человек до пленения получили ранение на фронте. Национальный состав батальона был следующим: 122 русских, 39 украинцев, 14 казахов, 5 белорусов, 4 грузина, 3 киргиза, 3 туркмена, 3 узбека, а также азербайджанец, армянин, дагестанец, еврей, карачаевец, молдаванин и осетин.

### Первые бои
Сообщения об участии советских бойцов в боевых действиях присутствуют в документах бригады с момента её образования. Появление новой партизанской бригады не осталось незамеченным в стане противника. Подразделения 13-й горнопехотной дивизии СС «Ханджар» из села Срошинци, готовясь к новой фазе антипартизанской операции «Василёк», совершили глубокое проникновение в Босутский лес с целью проведения разведки боем. На направлении их движения несла охрану рота «русского» батальона. Хотя интервенция эсэсовцев была неожиданной, рота быстро заняла боевую позицию и после короткого боя заставила противника оставить лес. В том бою погиб командир роты Л. Альделиков (по другим данным Роман Анчелков) — офицер Красной армии.
В июле — августе 1944 года бригада действовала в Славонии. 20—21 августа третий и четвёртый батальоны атаковали гарнизон домобран в селе Паушинци и вынудили их бежать в опорный пункт в селе Обрадовци. В конце августа советские партизаны вели бои с частями немецкой 1-й казачьей дивизии в районе города Кутьево возле села Бектеж.

### Бои под Бектежем
28 августа два полка 1-й казачьей дивизии, сформированной вермахтом на оккупированной территории СССР из донских, кубанских и терских казаков, возглавляемых преимущественно немецкими офицерами, начали рейд на освобождённую партизанами территорию Славонии в районе Крндии. Немцы намеревались захватить запасы пшеницы нового урожая со складов Второго экономического сектора, расположенных в районе южных склонов гор Крндия вблизи села Градиште, а затем со складов у сёл Дузлук и Пиштане, лежащих к юго-западу от города Ораховица.
Узнав о планах немцев, командование 6-го Славонского корпуса срочно перебросило на угрожаемое направление 7-ю Воеводинскую бригаду. 28 августа она без отдыха осуществила 30-километровый марш и в ночь с 28 на 29 августа заняла оборону в районе сёл Градиште и Бектеж. На рассвете бригада приняла на себя удар 1-го Донского полка 1-й казачьей дивизии. В один из напряжённых моментов боя, когда противник стремился взять в кольцо 1-й батальон, оборонявший позиции у села Бектеж, в бой был введен 4-й «русский» батальон бригады. С целью срыва немецкой атаки, 1-я рота советского батальона, усиленная одним взводом и пулемётами из других рот, ведомая комбатом П. М. Оранским и комиссаром батальона Мирославом Демировичем, зашла в тыл гитлеровцев и атаковала их боевые порядки. Вот как описывает эту атаку Никола Божич:

«Чтобы отвлечь внимание противника, 1-й батальон открыл шквальный огонь. Рота скрытно обошла правый фланг немцев и развернулась на кукурузном поле для атаки прямо за спиной у залёгших казаков. Внезапное появление бойцов 4-го батальона в тылу казаков вызвало смятение в их рядах. Цепи атакующих советских бойцов, бежавших с примкнутыми к винтовкам штыками, и их громкое „ура!“, которое зловеще пронеслось по кукурузному полю, градовым облаком обрушились на густые ряды белогвардейцев. Узнав боевой клич своих бывших соотечественников, предатели застыли, словно парализованные. Началась стычка. Партизаны палили из винтовок и пулемётов, кололи штыками. Впереди атакующих рядов, стреляя на ходу, бежали бесстрашный командир взвода 1-й роты Георгий Капица и пулемётчик Анатолий Свитулин. После короткой, но ожесточённой рукопашной борьбы, правый фланг противника стал отступать к центру. Увидев это, комбат 1-го батальона повёл людей в общую контратаку. Не выдержав натиска, неприятель начал отступление по всей линии…».

Совершив манёвр, советские бойцы уничтожили штаб одного из немецких батальонов, расположенный в высокой кукурузе, а также способствовали окружению около 300 казаков в треугольнике между дорогой Бектеж — Кула и Бектеж — Кутьево. От разгрома казаков спасли недостаток патронов у партизан и помощь Кубанского полка, подошедшего со стороны Кутьево.
В ходе двухдневных боёв 7-я Воеводинская бригада и партизаны Пожегского отряда нанесли противнику значительные потери. Во второй половине дня 30 августа, после подхода частей 6-го Славонского корпуса, немцы были вынуждены прекратить рейд и отступить в Плетерницу и Пожегу.
В бою под Бектежем погибли командир взвода 1-й роты 4-го батальона Георгий Капица и боец Александр Самойленко из Полтавы. Был тяжело ранен политический делегат взвода Василий Красов.
За успешную оборону освобождённой территории Славонии 7-й Воеводинской бригаде была объявлена благодарность Главного штаба НОАиПО Хорватии, а также командования Восточной группы отрядов 6-го корпуса. После боёв под Бектежем приказом штаба бригады были отмечены смелые действия 1-й роты 4-го батальона, а также отдельные особенно отличившиеся бойцы: Георгий Капица (посмертно), Михаил Манарбаев и Анатолий Свитулин.

### Последние партизанские акции в Славонии
С 31 августа по 5 сентября 7-я Воеводинская бригада совместно с Осиекской бригадой 12-й Славонской дивизии 6-го корпуса наносила скоординированные удары по линиям немецких коммуникаций. Объектом первой бригады была железная дорога на участке Джяково — Осиек, второй — Славонски-Брод — Врполе. В этот период времени бригада получила приказ о возвращении в Срем.
Предстояло скрытно пройти через занятые немцами районы, преодолеть 4 железнодорожные коммуникации и ряд шоссейных дорог. В составе бригады было около 2000 человек, в том числе 300 человек невооружённого пополнения, 250 женщин и детей. Расчётная длина походной колонны бригады, включая обоз, составляла 4,5—5 км. Поход тщательно планировался. Помогали славонские партизаны. Прикрытие 7-й бригады на маршруте движения в Славонии осуществляла Осиекская бригада. В свою очередь 7-я бригада обеспечила прикрытие нападений Осиекской бригады на немецко-усташские гарнизоны в сёлах Стари-Перковци и Врполе.

### Батальон в боях за Илок
В первой декаде сентября 1944 года, совершив за три ночных перехода 100-километровый марш через контролируемую противником территорию, «русский» батальон в составе 7-й бригады вернулся на свои основные базы в район сёл Батровци и Липовац (вблизи города Шид). 17 сентября Главный штаб НОАиПО Воеводины приказал усилить нападения на коммуникации противника. Активно участвовал в этих акциях 4-й батальон. В ночь с 21 на 22 сентября на участке Сремска-Митровица — Рума железной дороги Белград — Загреб его бойцы разрушили путь и линии связи. На следующий день совершили диверсию на участке Сремска-Митровица — Вогань. 25 сентября советские и югославские бойцы ликвидировали опорный пункт неприятеля в селе Сот. Во время этого боя погибли советские бойцы Пётр Челбри и полтавчанин Василий Кленкин.
Следующие бои с противником состоялись во время штурма города Илок. Его защищал сильный гарнизон. Линию обороны укрепляли дзоты. Хорошо продуманной была система огня. Рядом в городе Шид находился неприятельский гарнизон численностью 1200 человек с танками и орудиями. Ещё 2100 солдат противника располагались в Митровице и могли быстро прийти на выручку илокскому гарнизону. Четвёртый батальон бригады прикрывал штурм укреплённого узла со стороны города Шид. В приказе комбрига подчёркивалось: «Удержать позиции любой ценой».
Штурм города начался в шесть утра 29 сентября. Шёл сильный дождь. Уже через час батальон был атакован со стороны села Сот противником силой до 400 солдат. В течение дня бойцы батальона отбили две атаки немцев. 30 сентября штурм Илока продолжился. Противник тоже с новой силой атаковал батальон. Под артиллерийским и миномётным обстрелом батальон отошёл на другую высоту, но удержал направление. Скоро подошли немецкие танки, но противник не прорвался. Задача была выполнена. После уничтожения гарнизонов противника в Илоке и Шаренграде, части 7-й и 11-й Воеводинских бригад начали отход. Свои позиции советские бойцы оставили только с наступлением темноты после приказа командования бригады. Противнику за эти два дня боёв был нанесен большой урон. В донесении штаба 7-й Воеводинской бригады от 3 октября 1944 года Главному штабу НОАиПО Воеводины сообщалось, что противник потерял 127 солдат и 4 офицеров, 65 солдат захвачены в плен. В качестве трофеев взято 250 винтовок и другое оружие.
Батальон также имел потери. Среди погибших был политкомиссар 1-й роты Владимир Евсеенко. За активное участие в боях за город Илок штаб бригады объявил благодарность всему 4-му батальону. Отдельно были отмечены бойцы Илья Мусинов, Саит Махнадеев, Георгий Ганин, Павел Градный, Тимофей Санталов.
«Русский» батальон действовал в составе бригады до 6 октября 1944 года, после чего был выведен в распоряжение командования 12-го Воеводинского корпуса. За период существования в рядах батальона воевали около 250 граждан СССР. Югославское командование высоко оценивало боевую активность и подготовку воинов и неоднократно отмечало советских партизан за отличие в боях с фашистами. Кроме вышеназванных, ряд отличившихся дополняют бойцы Иван Паршин, Владимир Кощеев, Павел Туровский, Семен Штопаук, Пётр Фень, Владимир Евсеенко, И. Т. Покусаев, Г. К. Клинюшин.

### Репатриация
После завершения Белградской операции возникли условия для репатриации советских граждан. 21 ноября 1944 года командир 68-го стрелкового корпуса генерал-майор Н. Н. Шкодунович направил командующему 3-м Украинским фронтом Маршалу Советского Союза Ф. И. Толбухину следующее донесение:

«В Ириге имеется русский партизанский батальон из бывших военнопленных в составе 230 человек под командованием капитана Оранского, ранее действовавший в составе 7-й партизанской бригады. Этот батальон существует полтора года; местное население знает об этом батальоне с положительной стороны, имеется ряд положительных характеристик от 7-й партизанской бригады. В данное время батальон находится в составе 5-й Воеводинской бригады 36-й пехотной дивизии НОАЮ. Батальон боев не ведет. Командование хочет расформировать этот батальон по бригадам. Прошу Вашего разрешения о приеме указанного батальона на укомплектование 52-й стрелковой дивизии без посылки его в запасной полк. Проверку произведем на месте».

В ответе начальника штаба 3-го Украинского фронта гвардии генерал-лейтенанта С. И. Иванова от 22 ноября сообщалось: «Маршал Толбухин согласен батальон русских партизан передать на пополнение 52-й стрелковой дивизии. Об этом поставлен вопрос перед маршалом Тито. При получении от него ответа Вам будет сообщено». Согласие югославской стороны было дано без задержки и 23 ноября командир 68-го стрелкового корпуса получил следующее распоряжение С. И. Иванова: «Командующий фронтом приказал: 1. Отряд русских партизан 36-й пехотной дивизии НОАЮ принять и передать 52-й стрелковой дивизии. 2. Вооружение отряда полностью передать Югославии. 3. Исполнение донести».
26 ноября 1944 года 229 бойцов и командиров батальона прибыли в расположение 52-й Шумлинской Краснознамённой стрелковой дивизии (СД) в городе Рума вблизи Белграда. 28 ноября бывшие партизаны, теперь уже красноармейцы, приняли военную присягу. Через пять дней они пошли в бой за город Илок, за который сражались два с лишним месяца назад в составе НОАЮ. День Победы бывшие бойцы «русского» батальона и их командир П. М. Оранский встретили в Австрии.
В документах портала «Память народа» обнаружен документ, дополняющий сведения о репатриации бойцов батальона и судьбе одного из них в период после прибытия в расположение 52-й стрелковой дивизии. Это наградной лист на Василия Семеновича Молибога, 1908 года рождения, пулемётчика 4-й роты 431-го стрелкового полка 52-й СД. Из представления следует, что В. С. Молибога воевал в дивизии с 26 ноября 1944 года. До этого «проживал на оккупированной территории». 28 декабря был ранен. 17 марта 1945 года награждён медалью «За отвагу». 18 марта в бою на территории Венгрии в районе города Комарно уничтожил две пулемётные точки и семь солдат противника, а троих захватил в плен. Приказом 52-й СД № 023н от 10 апреля 1945 года В. С. Молибога награждён орденом Славы ІІІ-й степени.

## Комбат «Перо Рус»
Командир 4-го Русского батальона 7-й Воеводинской ударной бригады Пётр Максимович Оранский родился в 1906 году в еврейской семье в селе Зорин Радомысльского уезда Киевской губернии (ныне — Иванковский район Киевской области).
В 1939 году призван на военную службу в РККА. В самом конце советско-финской войны был тяжело ранен, вылечился и продолжил службу. Нападение нацистской Германии встретил на южной границе, воевал с первых дней войны. Затем была оборона Одессы. За подвиг, совершённый в боях под Новой Дофиновкой, П. М. Оранский был награждён орденом Красного Знамени.
В октябре 1941 года полк П. М. Оранского одним из последних был эвакуирован в Севастополь. В начале июля 1942 года противник прорвал оборону города. В одном из этих боёв П. М. Оранский был тяжело ранен. Через несколько дней его, обессиленного и беспомощного, обнаружили и взяли в плен. Чудом выжил. Спас боевой товарищ, который убедил немцев, что перед ними не еврей, а простой военный техник. Обессиленный, с гнойными ранами, едва дошёл до лагеря военнопленных, который немцы устроили за колючей проволокой на песчаном пустыре между Рудольфовою слободой и балкой Бермана.
После скитания по лагерям военнопленных, в декабре 1942 года его перевезли в Югославию, в лагерь в городе Земун. Во время строительства моста через реку Сава Оранскому вместе с товарищем Захарием Волковым удалось бежать. До темноты прятались в зарослях тростника. Затем всю ночь шли наугад лесом и горами в надежде выйти к партизанам. Утром встретили сербскую крестьянскую семью, поражённую видом двух беглецов, худых и грязных. Эти люди помогли им добраться до села Джяково, куда затем пришли партизаны 2-го Сремского отряда.
В первый бой пошёл рядовым. После боя командир батальона Владо Обрадович лично передал ему винтовку погибшей партизанки. По воспоминаниям Оранского, эта винтовка всегда была с ним. В отряде ему дали партизанский псевдоним Перо Рус. Скоро его назначили командиром «русского» взвода. Их, советских граждан, было тогда в отряде шестнадцать. Затем П. М. Оранского перевели в штаб 6-й Воеводинской бригады. Когда дошло до формирования советского батальона, командиром был назначен Перо Рус. Он умело руководил бойцами, в боях на сербской земле был дважды ранен.
Что происходило с П. М. Оранским по прибытии в распоряжение Красной армии — точно неизвестно. Е. А. Гаммер сообщает о пребывании П. М. Оранского в фильтрационном лагере (ПФЛ). Вместе с тем по информации из исторических источников, проверку Оранский и его люди проходили не в ПФЛ, а непосредственно в 52-й стрелковой дивизии, куда и были зачислены. Портал «Память народа» представляет сведения о службе П. М. Оранского в качестве заместителя начальника снабжения 52-й стрелковой дивизии и его награждении медалью «За победу над Германией». По словам историка В. В. Зеленина, бывший комбат встретил День Победы в Австрии.
В СССР партизанский комбат «Перо Рус» стал известен общественности через 20 лет после окончания войны. В феврале — марте 1965 года в газете «Известия» вышли статьи «Русский комбат», «Белград получает письмо» и «Партизанский костер : рассказывает Перэ» с изложением истории П. М. Оранского и его батальона.
Пётр Максимович Оранский награждён орденом Красного Знамени и югославскими орденами «За заслуги перед народом» и «За храбрость». После войны он жил в Риге, получил статус персонального пенсионера.

## Комментарии
1. ↑  Русскими в Югославии по установившейся традиции во время Второй мировой войны называли граждан СССР и военные формирования НОАЮ, состоявшие полностью или частично из советских граждан — представителей многих национальностей СССР[1].
2. ↑  Целью операции являлось уничтожение партизанских формирований и подавление повстанческого движения в Среме. В то же время одна из главных её задач состояла в недопущении попадания нового урожая зерновых культур в руки партизан и обеспечении отправки собранного зерна в Германию. Этим объясняется название — операция «Василёк». К операции привлекались около 15 000 солдат при поддержке около 20 танков и десяти артиллерийских батарей. Основу карательных сил составляли 13-я дивизия СС «Ханджар», 7-я домобранская бригада и 606-й полк охраны железных дорог[2].
3. ↑  Участник событий, ветеран 52-й дивизии П. А. Михин написал об этом так: «…После взятия Белграда … дивизию отвели с передовой на отдых и пополнение в городок Рума. Здесь истощенная дивизия была пополнена до шести тысяч человек, в её состав были включены 230 югославских граждан»[24].